# Granuliferella
Granuliferella es un género de foraminífero bentónico de la subfamilia Endostaffellinae, de la familia Endothyridae, de la superfamilia Endothyroidea, del suborden Fusulinina y del orden Fusulinida. Su especie tipo es Glanuliferella granulosa. Su rango cronoestratigráfico abarca desde el Fameniense (Devónico superior) hasta el Viseense (Carbonífero inferior).

## Discusión
Clasificaciones más recientes incluyen Granuliferella en el suborden Endothyrina, del orden Endothyrida, de la subclase Fusulinana de la clase Fusulinata.

## Clasificación
Granuliferella incluye a las siguientes especies:
- Granuliferella asperata †
- Granuliferella avonensis †
- Granuliferella borealis †
- Granuliferella granulosa †
- Granuliferella latispiralis †
- Granuliferella montyi †
- Granuliferella nana †
  - Granuliferella nana sibirica †
- Granuliferella pauciseptata †
- Granuliferella plectula †
- Granuliferella rjausakensis †
- Granuliferella taimyrica †
- Granuliferella tumida †

Otra especie considerada en Granuliferella es:
- Granuliferella granulella †, de posición genérica incierta